# Vesícula biliar
La vesícula biliar, bufeta biliar, bufeta de la bilis, vesícula cística, o popularment bufeta del fel (o de la fel) és un òrgan no-vital que ajuda a la digestió i emmagatzema el fel (la bilis) produït al fetge. Normalment, conté entre 30 i 80 mililitres de bilis.

## Anatomia humana
La vesícula biliar és un òrgan buit que es troba en una concavitat del fetge entre els lòbuls dret i quadrat. En adults, la vesícula biliar mesura aproximadament 10 cm de longitud i 4 cm de diàmetre quan està totalment distesa. Es divideix en quatre parts: fons, cos, infundíbul i coll. El coll es connecta amb l'arbre biliar a través del conducte cístic, que després s'uneix al conducte hepàtic comú per convertir-se en el conducte biliar comú. Està irrigada per l'artèria cística, la qual habitualment és una branca de l'artèria hepàtica dreta i que pot estar duplicada en alguns individus. Rep innervació del nervi vague, juntament amb branques simpàtiques originades en el plexe celíac i en els ganglis mesentèrics superiors.
Té nombroses variants anatòmiques, algunes d'elles d'importància clínica. Una vesícula intrahepàtica té tota la seva circumferència envoltada pel parènquima del fetge i pot ser un risc addicional a l'hora de practicar determinats procediments quirúrgics.

## Anatomia microscòpica
Les diverses capes de la vesícula biliar són les següents: mucosa, submucosa, muscular i adventícia o serosa. La mucosa està revestida interiorment per un epiteli simple cilíndric amb microvellositats, en la làmina pròpia del qual a vegades es troben glàndules mucoses i teixit limfoide. La mucosa manca de muscularis mucosae (una capa de múscul llis). La capa muscular està formada per múscul llis barrejat amb teixit fibrós, disposat en diversos plànols. Entre les fibres musculars hi ha cèl·lules intersticials de Cajal, les quals participen en la regulació de la contractilitat peristàltica vesicular. La capa més externa de la vesícula és una adventícia en la part que s'adhereix al fetge i una serosa en la resta de la seva superfície.

## Anatomia comparada
Els vertebrats tenen vesícula biliar (amb l'excepció, a banda del conill porquí o la xinxilla, dels rosegadors i els cavalls), mentre que els invertebrats no en tenen. Això és degut al fet que els vertebrats mengen en forma de bol alimentari mentre que els invertebrats estan menjant constantment. Per digerir un gran bol alimentari cal una gran quantitat de secrecions, d'aquí la presència de la vesícula biliar. Hi ha alguns ocells amb aquesta estructura anatòmica, com ara les guatlles, mentre que en altres no existeix.
La vesícula biliar humana té forma de raïm, encara que la forma i funció de l'òrgan varia considerablement respecte altres espècies de mamífers; de fet, en algunes espècies, com els laminis (camèlids americans), la vesícula biliar està absent. Igual que en els humans, l'èmesi, la pèrdua de gana i la icterícia acostumen a ser els primers signes de la colelitiasi felina i canina.

## Funció
La vesícula biliar emmagatzema uns 50 mililitres de bilis, la qual s'allibera quan aliments que contenen greixos entren al tracte gastrointestinal, estimulant la secreció de colecistocinina (CCK). Nivells baixos d'aquesta hormona en sèrum poden ser un factor predictiu de potencials dificultats a l'hora de practicar una colecistectomia. La bilis, produïda al fetge, emulsiona els greixos i neutralitza els àcids dels aliments parcialment digerits.
Després de ser emmagatzemada a la vesícula biliar, la bilis es torna una substància més concentrada que quan va ser produïda al fetge, incrementant la seva potència i intensificant el seu efecte sobre els greixos. La major part de la digestió té lloc al duodè.

## Condicions anormals
L'agènesi de la vesícula biliar és un fenomen molt poc freqüent, no sempre fàcil d'identificar en les proves d'imatge i que pot anar associat a altres malformacions congènites. La seva duplicació o pseudoduplicació es veu en 1/4.000 individus, aproximadament. Hi ha diversos tipus de vesícula doble i el seu diagnòstic diferencial inclou els quists de colèdoc, els diverticles vesiculars, l'acumulació de líquid pericolecístic o l'adenomiosi focal. Les vesícules triples, amb presència de mucosa gàstrica heterotòpica o sense, són del tot insòlites i difícils d'operar. La vesícula biliar multiseptada és una raresa. Si bé la majoria de casos són asimptomàtics, pot produir ocasionalment un dolor crònic incapacitant. Ocorre el mateix amb la vesícula hipoplàstica. Una vesícula dilatada amb una divisió interna transversa parcial i sense càlculs, cicatrius o signes d'inflamació és una anomalia molt singular. Les vesicules de localització ectòpica congènita es troben entre un 0,026 i un 0,7 per cent dels individus i poden ser la causa d'errors a l'hora d'interpretar les imatges radiològiques de l'òrgan, sobretot quan estan colapsades o parcialment disteses. Rep el nom de vesícula esquerra genuïna la situada al costat esquerre del lligament falciforme, en absència d'un situs inversus (lateralitat d'un òrgan contrària a la normal) del fetge. Sol anar acompanyada d'altres alteracions morfològiques del sistema hepatobiliar. La presència en la vesícula biliar de teixit pancreàtic ectòpic és un fet raríssim que s'acostuma a detectar incidentalment.
De vegades es poden desenvolupar càlculs biliars a la vesícula biliar, així com en altres parts del tracte biliar. Si els càlculs biliars a la vesícula biliar són simptomàtics i no poden ésser dissolts per la medicació o trencats en trossos petits amb ones ultrasòniques, l'única via possible que queda per eliminar-los és extirpar quirúrgicament la vesícula biliar, operació coneguda com a colecistectomia. Des de fa un temps, moltes colecistectomies són laparoscòpiques, un tipus de cirurgia que es pot efectuar de manera precoç o diferida en funció de la gravetat simptomatològica de la colelitiasi i les característiques preoperatòries del pacient.
Altres fets que poden conduir a la intervenció quirúrgica són la calcificació de les parets de la vesícula biliar, condició anomenada vesícula de porcellana, la seva perforació espontània o traumàtica, el vòlvul (la rotació completa o incompleta sobre el seu eix) de l'òrgan, la incarceració (atrapament) de la vesícula dins d'una hèrnia inguinal o paraestomal, la discinèsia biliar, certes malformacions arteriovenoses vesiculars (un defecte congènit caracteritzat per l'existència de connexions anòmales entre artèries i venes), la colecistitis aguda litiàsica, la colecistitis alitiàsica aguda o crònica, la colecistitis xantogranulomatosa, la colecistitis emfisematosa, la colecistitis causada per l'extensió invasiva d'una malaltia de Crohn, la colecistitis per Raoultella planticola o per Streptococcus gallolyticus subsp. pasteurianus, la colecistitis esclerosant relacionada amb la immunoglobulina IgG4, la síndrome de Bouveret (una rara complicació de la colecistitis), l'escleroatròfia vesicular, l'adenomiomatosi, les infeccions fúngiques, el limfoma de Burkitt, els quists ciliars congènits i el càncer vesicular. Avui dia, el càncer de bufeta biliar es diagnostica molt sovint incidentalment (entre un cinquanta i un setanta per cent dels casos), durant o després de la pràctica d'una colecistectomia. La neoplàsia maligna més freqüent d'aquest òrgan és l'adenocarcinoma. Els carcinomes neuroendocrins de la vesícula biliar són molt inusuals, ja que gairebé no existeixen cèl·lules d'aquesta naturalesa en ella. Tot i així, en persones que pateixen colecistitis crònica la inflamació perllongada pot causar metaplàsia de l'epiteli de revestiment vesicular i ser l'origen d'aquest tipus de tumor. Els limfomes vesiculars primaris es veuen escasses vegades, sent la major part d'ells de tipus no hodgkinià. Rarament, s'han descrit carcinomes amb mutacions en el gen ATM, carcinosarcomes, carcinomes adenoescatosos, paragangliomes i tumors de l'estroma gastrointestinal vesiculars. Les infeccions per Salmonella enterica serovar Typhi (Salmonella Typhi) i per Fasciola hepatica, l'exposició a metalls pesants ambientals molt dispars i a les aflatoxines, l'estil de vida sedentari, el consum de carn vermella, la hipercolesterolèmia i la síndrome de resistència a la insulina són alguns dels factors de risc implicats en la patogènesi del càncer de vesícula.
L'hidrops (dilatació edematosa, també anomenada mucocele) agut de la vesícula biliar és una patologia benigna causada per una obstrucció no litiàsica, transitòria i autolimitada del conducte cístic, atribuïble generalment a limfadenitis o hiperplàsia dels ganglis limfàtics adjacents. En nens, s'ha descrit associada a la malaltia de Kawasaki i a infeccions per rotavirus, pel virus de l'hepatitis A o per protozous del gènere Cryptosporidium. Rares vegades, un mucocele vesicular impedeix el flux de sortida gàstric.
La colesterolosi és l'acumulació de dipòsits d'èsters de colesterol i triglicèrids dins de macròfags situats a la làmina pròpia de la paret interna mucosa de la vesícula, la qual mostra un aspecte macroscòpic similar al de la superfície de les maduixes. Eventualment, aquests acúmuls formen excrescències polipoides que provoquen símptomes dolorosos abdominals i vòmits durant l'embaràs o quadres clínics semblants a una litiasi biliar susceptibles de requerir intervenció quirúrgica.
La clonorquiosi causa l'obstrucció de les vies biliars i s'associa amb la gènesi de colelitiasis i, en molt pocs casos, de colecistitis primàries agudes. L'ascariosi i l'esquistosomosi són altres malalties parasitàries que afecten, de manera quasi excepcional, la vesícula biliar. La tuberculosi vesicular aïllada és una entitat clínica poc comuna que pot presentar símptomes i trets radiològics similars als de la colecistitis aguda.
Les varius de la vesícula biliar són una troballa infreqüent, que es veu en malalts amb hipertensió portal important. En certs casos, són l'origen d'una hemorràgia  intraabdominal fatal.
La síndrome de Mirizzi és una patologia inhabitual produïda pel tancament del flux de bilis del conducte hepàtic comú o del conducte biliar comú, a causa de la compressió extrínseca resultant d'un o més càlculs impactats en la bossa de Hartmann vesicular. Els seus símptomes són similars als de la coledocolitiasi. Determinades variacions anatòmiques del conducte cístic poden afavorir la gènesi d'aquesta síndrome.